# Klein Sankt Paul
Klein Sankt Paul (tiếng Slovene: Mali Šentpavel) là một đô thị thuộc huyện Sankt Veit an der Glan trong bang Kärnten trong nước Áo. Đô thị Klein Sankt Paul có diện tích 68,58 km², dân số thời điểm năm 2005 là 2049 người.